# Epilobium speciosum
Epilobium speciosum är en dunörtsväxtart som beskrevs av Joseph Decaisne. Epilobium speciosum ingår i släktet dunörter, och familjen dunörtsväxter. Inga underarter finns listade i Catalogue of Life.